# Remate (flamenco)
Pour les articles homonymes, voir Remate.
Un remate est, lors d'une représentation de flamenco, la clôture d’un moment d’expression artistique (chant, danse ou musique) soulignée par un effet décuplé.

## Étymologie
Du suffixe [re-] et du verbe [matar] (tuer), remater c’est « tuer une deuxième fois ». On retrouve par exemple ce concept dans la tauromachie, où il s’agit d’une passe de conclusion, et en couture, où il désigne le dernier point.

## Définition descriptive
Le remate est considéré comme un élément constituant une pièce musicale ou chorégraphique, au même titre que la salida, la llamada et l’escobilla,.

## Définition fonctionnelle
La fonction du remate est de souligner, de mettre en relief une conclusion ou une prise de parole. On peut remater une falseta, une pata ou une letra, ou un fragment de chacun de ces éléments. Il a une durée variable, allant d’inférieure à celle d'un compás à plusieurs compases. Il est ainsi un signal envoyé aux autres artistes pour articuler l’œuvre en train de se créer.